# 李淳弘
李 淳弘（ハングル：리순홍、リ・スノン、2002年6月29日 - ）は、ジャパンラグビーリーグワンのリコーブラックラムズ東京に所属するラグビーユニオン選手。

## 略歴
大阪朝鮮高級学校（高校）の時、U17近畿代表として第15回全国高等学校合同チームラグビーフットボール大会（KOBELCO CUP）に出場した。
京都産業大学に進み、2年時から3年時まで、先発フッカーとして、関西大学春季トーナメント、関西大学ラグビーフットボールリーグ、大学選手権（全国大学ラグビーフットボール選手権大会）と、公式戦で全試合出場した。4年時でも公式戦に全試合出場。
2025年1月27日、ジャパンラグビーリーグワンのリコーブラックラムズ東京への入団を発表した。同年3月、京都産業大学卒業。